# Distretto di Tejen
Il distretto di Tejen è un distretto del Turkmenistan situato nella provincia di Ahal. Ha per capoluogo la città di Tejen.